# Xysticus ampullatus
Xysticus ampullatus is een spinnensoort uit de familie van de krabspinnen (Thomisidae).
De wetenschappelijke naam van de soort werd in 1965 gepubliceerd door A.L. Turnbull, Charles Denton Dondale & J.H. Redner.